# Armindo Ribeiro
Armindo de Almeida Lopes Ribeiro (Viseu, 11 de Janeiro de 1916 - Viseu, 2004) foi um escultor, pintor e medalhista viseense. Adoptou o nome artístico de Armindo Viseu.
Nascido em Carcavelos, freguesia de S. Pedro de France, frequentou a Escola Industrial e Comercial Dr. Azevedo Neves, actual Escola Secundária Emídio Navarro, onde terá iniciado o seu gosto pela arte, tendo tido aulas de desenho com o pintor José Augusto Pereira, filho de outro notável pintor viseense, António José Pereira. Nos anos 30, ainda jovem, emigrou para o Brasil.
Nesta fase da sua vida, trabalhou em vários ateliers e com vários mestres, aprendendo e desenvolvendo os seus dotes de artista. Trabalhou no atelier da Fundição ZANI, no Rio de Janeiro e em São Paulo. Foi discípulo de Victor Brecheret e de August Zamoyski. Apresentou trabalhos em diversos salões da Sociedade Nacional de Belas Artes do Brasil tendo sido premiado com várias medalhas de prata e bronze.
Após uma passagem de 17 anos por Alcobaça, onde trabalhou numa empresa de cerâmica, regressou a Viseu, onde se fez professor. Depois de 1974, deixou a escola e dedicou-se à escultura e à medalhística. Em 1979, esteve representado na Exposição Internacional da Medalha, integrada no XVIII Congresso da Federação Internacional de Medalhística (FIDEM), que teve lugar na Fundação Calouste Gulbenkian, em Lisboa.
Passou a usar o nome Armindo Viseu, como prova de amor à sua cidade, onde faleceu em 2004.
A 3 de setembro de 2014, a Junta da União das Freguesias de Viseu deliberou indicar à Câmara Municipal de Viseu a atribuição do nome de Mestre Armindo Ribeiro a uma rua na envolvente da Avenida da Europa, na cidade de Viseu.

## Obras

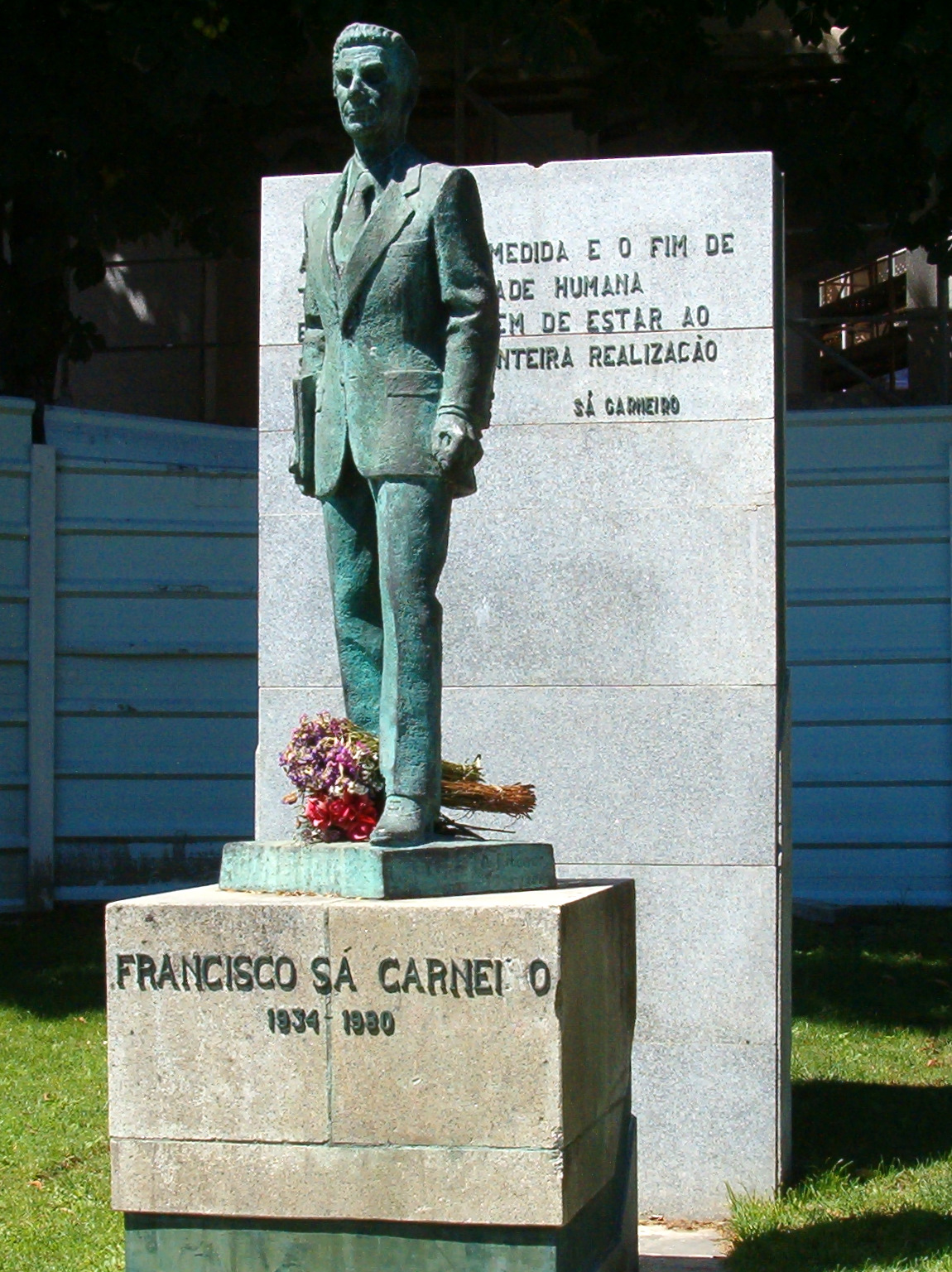
Estátua de Francisco Sá Carneiro no Largo de Santa Cristina, em Viseu

- Estátua de Francisco Sá Carneiro, no Largo de Santa Cristina, em Viseu.
- Estátua de Viriato, no Regimento de Infantaria de Viseu.
- Busto de José Coelho, na Casa da Via Sacra em Viseu.[9]
- Estátua de São Mateus, Complexo Paroquial de São José, Viseu.[10][11]
- Busto de Antero de Quental, em Santa Cruz, Torres Vedras.[12]
- Busto de José Felix Henriques Nogueira, na Rua Henriques Nogueira, Torres Vedras.[13]
- Busto do Padre Manuel Sacramento, na Rua D. Vasco Martinho de Siqueira, Matacães, Torres Vedras.[14]
- Busto de Aquilino Ribeiro, no Parque Aquilino Ribeiro, Viseu.[15]
- Busto de Frei Rodrigo de Jesus, na Praça de Goa, Viseu.[16]
- Escultura de Domingos da Caperta, pescador da Nazaré, no espólio do Museu Dr. Joaquim Manso.[17][18]
- Escultura de mulher da Nazaré, no espólio do Museu Dr. Joaquim Manso.[19]
- Grande parte do trabalho em medalhística encontra-se exposto na sala-museu da Residência Rainha D. Leonor, onde viveu nos últimos anos de vida.